# کریستینا جوکیچ
کریستینا جوکیچ (سیریلیک صربی: Кристина Ђукић؛ ۲۵ ژوئیهٔ ۲۰۰۰ – ۸ دسامبر ۲۰۲۱) که بیشتر با نام مستعار کیکا، شناخته می‌شد، یک یوتیوبر اهل صربستان بود. کیکا که در سال ۲۰۰۰ میلادی در بلگراد به دنیا آمد، فعالیت انفرادی خود در یوتیوب را در سال ۲۰۱۵ آغاز کرد. در ابتدا، محتوای مربوط به ماینکرفت بود، اما بعداً به جی‌تی‌ای و کانتر استرایک نیز رفت. کیکا در ۸ دسامبر ۲۰۲۱، درگذشت. مرگ کیکا در ۹ دسامبر به عموم مردم اعلام شد. مرگ کیکا، این ظن را در مردم را برانگیخت که او بر اثر خودکشی مرده است، گرچه مادرش ادعا می‌کرد که او مورد قتل قرار گرفته است.